# Tingey Glacier
Tingey Glacier är en glaciär i Antarktis. Den ligger i Östantarktis. Australien gör anspråk på området. Tingey Glacier ligger 1 090 meter över havet.
Terrängen runt Tingey Glacier är kuperad österut, men västerut är den platt. Terrängen runt Tingey Glacier sluttar västerut. Trakten är obefolkad. Det finns inga samhällen i närheten.